# Jorge Viladoms Weber
Jorge Viladoms Weber, né en 1985 à Durango, est un pianiste et enseignant mexicain.

## Biographie
Jorge Viladoms commence à jouer le piano à l’âge de 15 ans, après la mort de son père dans sa ville natale,. Après quatre ans d’études, il est admis dans la classe professionnelle au Conservatoire de Lausanne et suit les cours du professeur Pierre Goy. Il poursuit ensuite ses études à la Haute école des arts de Zurich dans la classe de Homero Francesch. En 2011, il y obtient un Master of Arts en performance, ainsi qu’un Master en pédagogie, pour lequel il est récompensé avec le prix du meilleur examen de pédagogie. La même année, il est nommé professeur de piano au Conservatoire de Lausanne. En 2018, Viladoms débute avec le Queensland Symphony Orchestra en Australie, sous la direction de Alondra de la Parra, et en tant que soliste au Rosey Concert Hall de Rolle. Durant la même année, il prend part à des tournées en Allemagne, France, Mexique et Suisse.
Jorge Viladoms se produit depuis 2011 sur des nombreuses scènes internationales, dont notamment le Carnegie Hall et le Lincoln Center à New York, le Theatre Bunkamura à Tokyo, le Festival Hall à Osaka, et la Diplomatische Akademie de Vienne. En 2012 il donne un concert à la Salle des Assemblées de l’ONU au Palais des Nations à Genève, durant lequel il annonce la création de la fondation Crescendo con la Musica, à travers laquelle il s’engage activement en faveur de la formation musicale des enfants mexicains défavorisés,.
Parallèlement, Jorge Viladoms travaille aussi en tant pour des marques telles que Nespresso, Ermenegildo Zegna et Rolex,.
Il vit actuellement à Moudon.